# Cleveland (Oklahoma)
Cleveland es una ciudad ubicada en el condado de Pawnee en el estado estadounidense de Oklahoma. En el año 2010 tenía una población de 3251 habitantes y una densidad poblacional de 485,22 personas por km².

## Geografía
Cleveland se encuentra ubicada en las coordenadas 36°18′23″N 96°27′53″O / 36.30639, -96.46472.

## Demografía
Según la Oficina del Censo en 2000 los ingresos medios por hogar en la localidad eran de $28,861 y los ingresos medios por familia eran $36,585. Los hombres tenían unos ingresos medios de $30,099 frente a los $19,122 para las mujeres. La renta per cápita para la localidad era de $14,996. Alrededor del 14.1% de la población estaban por debajo del umbral de pobreza.